# Termometro

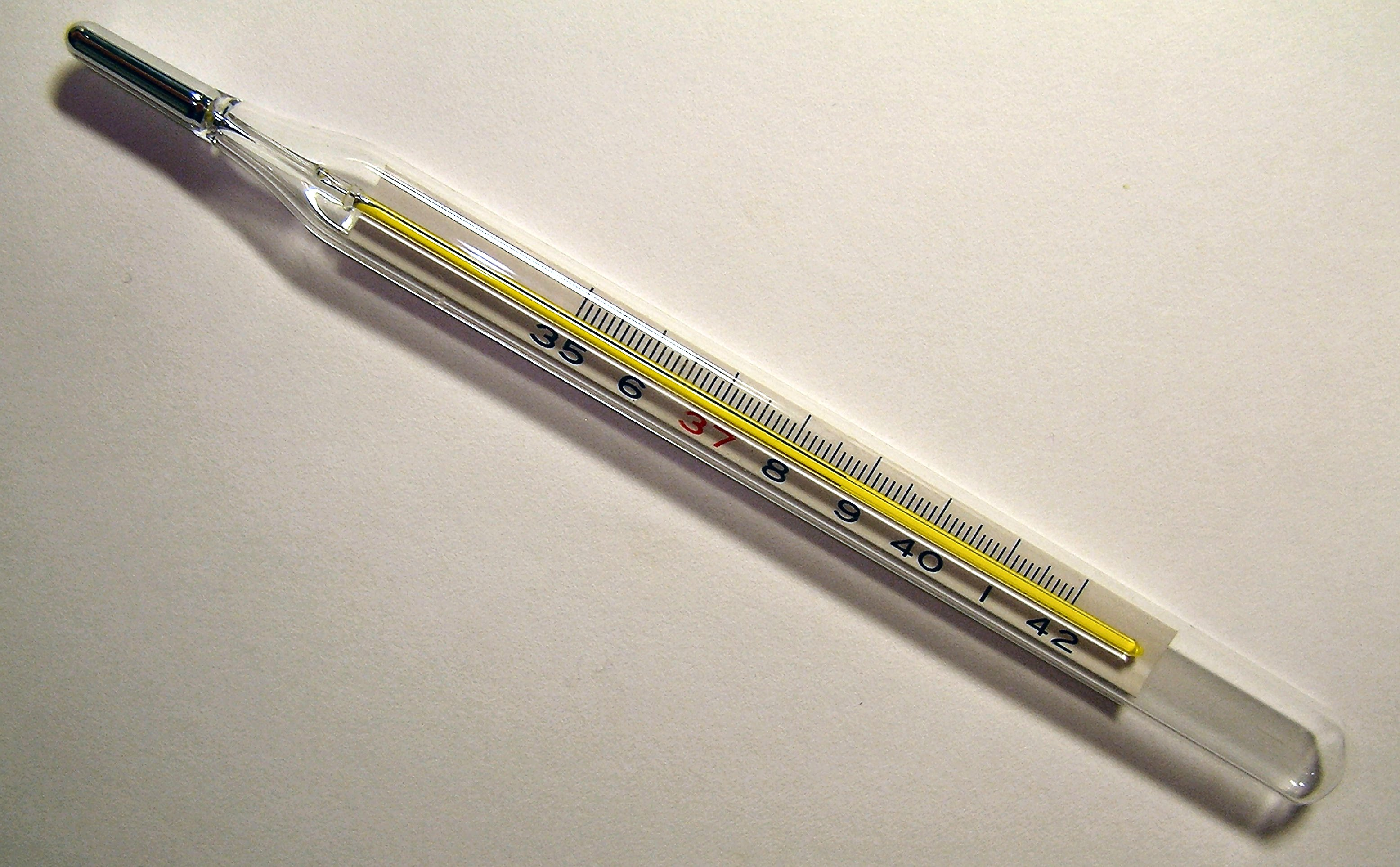
Il termometro clinico a mercurio

Il termometro è uno strumento di misura adatto a misurare la temperatura o le sue variazioni. A seconda della proprietà usata, i termometri sfruttano il principio zero della termodinamica oppure altre proprietà macroscopiche che sfruttano relazioni con la temperatura.

## Storia

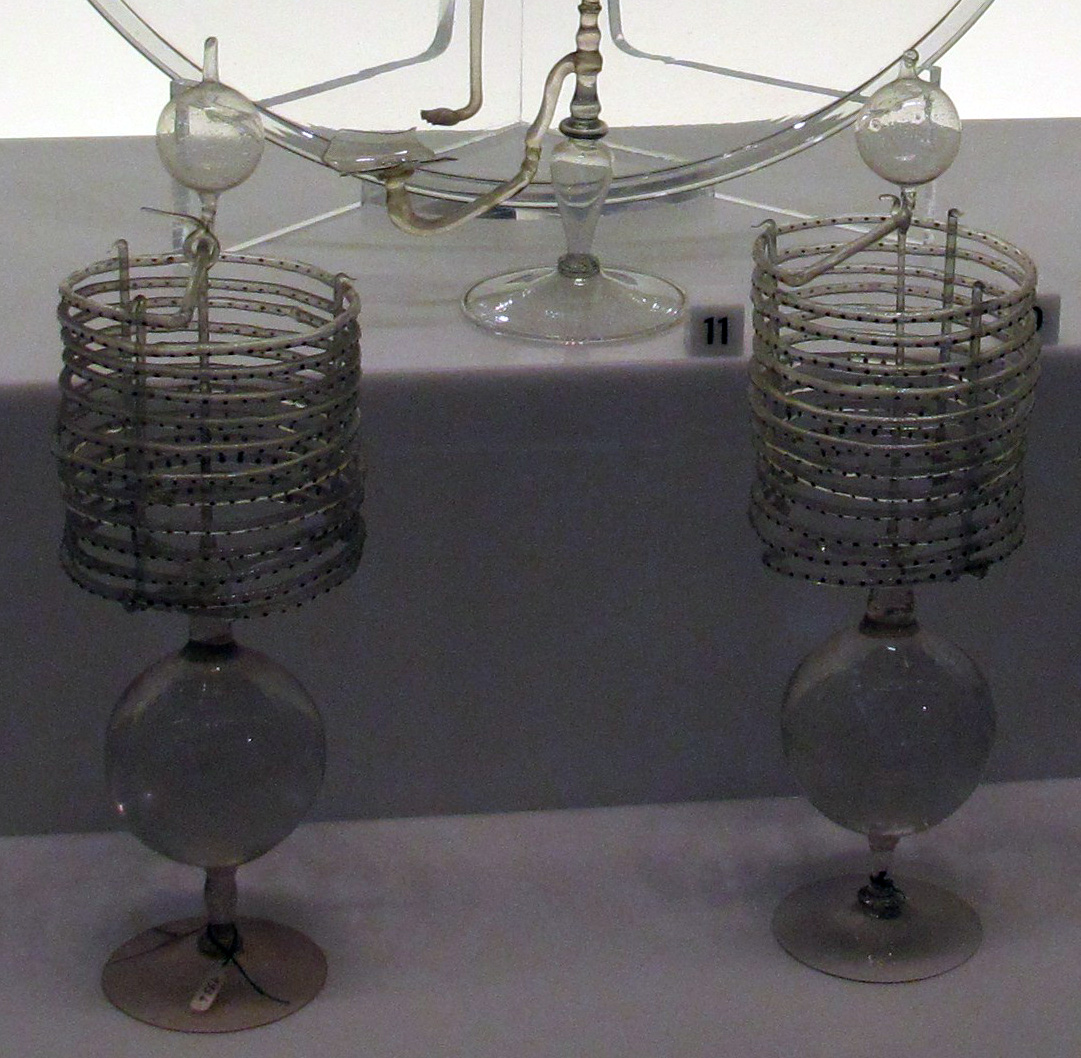
Termometri a spirale (XVII secolo, Museo Galileo di Firenze).

Il primo termometro, chiamato termoscopio, fu realizzato da Filone di Bisanzio (280 - 220 a.C.), uno scienziato attivo nella biblioteca di Alessandria; esso funzionava utilizzando la dilatazione termica dell'aria. Anche Galileo Galilei nel 1607 (alcune fonti parlano del 1592) realizzò un termoscopio, in seguito ne venne costruito uno ad alcool da Daniel Gabriel Fahrenheit nel 1709, a cui seguì quello a mercurio nel 1725. Nel 1732 anche René-Antoine Ferchault de Réaumur creò un termometro, oggi in disuso. Nel 1742 Anders Celsius propose l'introduzione della scala centigrada che, sebbene inizialmente fosse inversa, è tuttora in uso. 
Nel settecento anche i medici cominciarono ad utilizzare questo nuovo strumento: all’epoca i pazienti dovevano alitare sul termometro o tenerlo in mano, e spesso occorreva quasi un’ora per ottenere un risultato attendibile.

## Principi di funzionamento
I termometri basano il loro funzionamento fisico sull'uso di una qualche grandezza fisica che varia con la temperatura, che tipicamente può essere: 

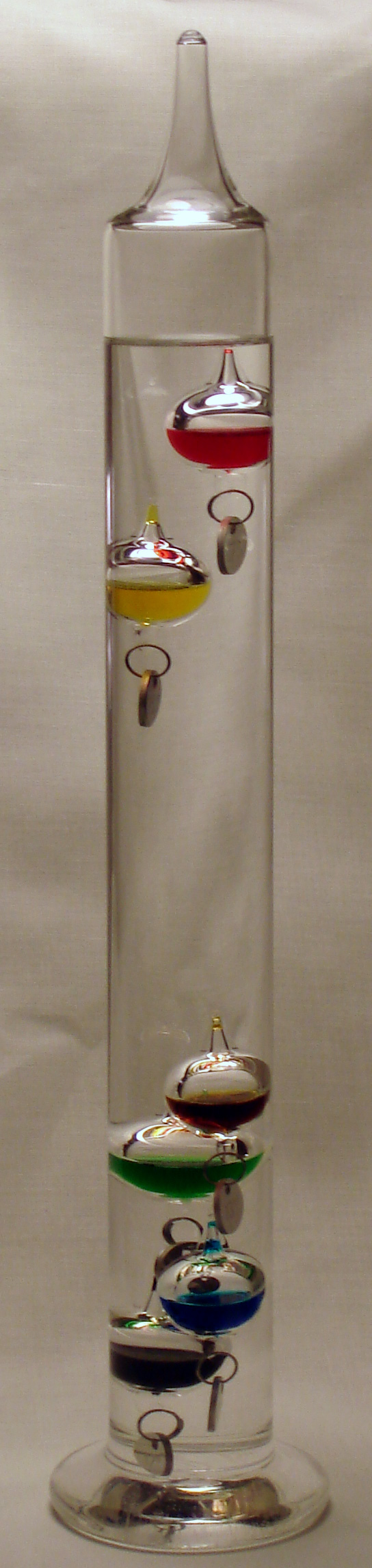
Termometro galileiano

- la dilatazione termica di una sostanza liquida, gassosa o solida;
- la resistenza elettrica di un materiale (ad es. termometri a termistore);
- altre grandezze fisiche e dinamiche.

Come per altri strumenti di misura, si tratta comunque di strumenti tarati ovvero opportunamente calibrati attraverso precise procedure di calibrazione e con valori mappati su una scala termometrica.

## Tipologie
- Termometro ad alcool: è un termometro a liquido a dilatazione termica che consiste in un tubo capillare di vetro collegato ad un bulbo dello stesso materiale parzialmente riempito di alcool (generalmente colorato arancione). All'aumentare della temperatura, a causa della maggior dilatazione del liquido rispetto a quella del vetro, il liquido sale nel capillare. La temperatura viene indicata sulla scala termometrica scritta dietro (generalmente una doppia scala: una "alcoolica" suddivisa in 80 gradi equidistanti; e una "idrica" suddivisa in 100 gradi equidistanti).
- Termometro a galinstano (comunemente detto termometro a gallio): è un termometro a liquido a dilatazione termica composto da un tubo di vetro chiuso contenente, in un bulbo posto all'estremità inferiore della scala termometrica, del galinstano liquido. La variazione di temperatura del galistano dentro al bulbo, ne provoca una variazione di volume che lo fa uscire dal bulbo e raggiungere un punto del tubo di vetro, a cui corrisponde una temperatura indicata sulla scala termometrica. Ha sostituito il termometro a mercurio e funziona esattamente nello stesso modo.
- Termometro a mercurio: è un termometro composto da un tubo di vetro chiuso contenente mercurio. La variazione di temperatura provoca una variazione di volume del mercurio, che viene visualizzata su una scala graduata posta sul tubo di vetro. Tale tipo di termometro è stato messo al bando il 3 aprile 2009 a causa della tossicità del mercurio[5][6].
- Termometro a gas: misura la temperatura attraverso la variazione di volume o di pressione di un gas contenuto all'interno di un tubo di vetro. I termometri a gas sono molto precisi e vengono usati per la taratura di altri termometri.
- Termometro a lamina bimetallica: è formato da una lamina a forma di U o di spirale, costituita da due metalli con diverso coefficiente di dilatazione (di solito ferro e rame) che vengono saldati tra di loro, uno nella parte esterna e l'altro nella parte interna della lamina. Una delle estremità della lamina è collegata ad un indice che si muove lungo una scala graduata. Quando la temperatura aumenta, la lamina si curva dalla parte del metallo meno dilatabile e la deformazione si trasmette all'indice.
- Termometro digitale: usa un sensore costituito da un termistore alimentato da corrente elettrica. Le variazioni di temperatura provocano nel sensore variazioni di resistenza elettrica, che attraverso un circuito elettronico vengono convertite in numeri e visualizzati su uno schermo di piccole dimensioni.
- Termometro a termocoppia: usa un sensore costituito da due metalli saldati insieme che hanno la proprietà di sviluppare ognuno un diverso valore di tensione in conseguenza di una variazione di temperatura; la temperatura misurata è dunque proporzionale alla differenza di potenziale presente tra i due metalli.
- Termometro a resistenza: misura la temperatura attraverso la resistenza elettrica di un elemento sensibile metallico, sfruttando la dipendenza della resistività di un metallo dalla temperatura.

## Termometri per uso medico

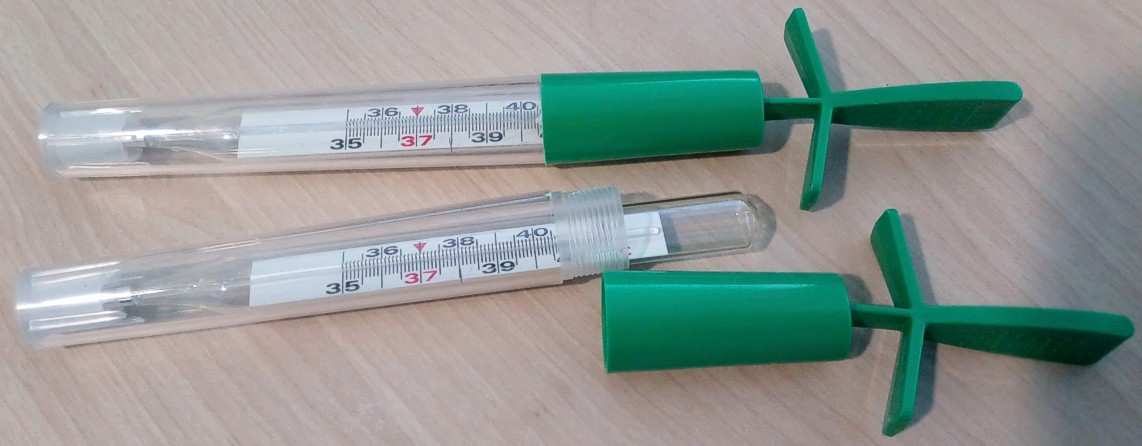
Termometri al galinstan e relativa custodia di protezione, che funge anche da azzeratrice, facilitando lo scuotimento del termometro

I punti corporei che si possono utilizzare per la rilevazione della temperatura corporea sono:
- Ascellare: misura pratica e più comune
- Orale: può essere misurata in sicurezza solo su pazienti in grado di tenere facilmente il termometro in bocca e non può essere applicato a pazienti che hanno appena bevuto liquidi caldi o freddi, nel qual caso bisogna attendere un po' di tempo, oppure usare un altro metodo
- Rettale: l'inserimento del termometro, specialmente se effettuato da una persona diversa dal paziente stesso, deve essere effettuato preferibilmente previa lubrificazione con sostanze solubili in acqua. Questo tipo di misurazione è quello che fornisce i risultati più accurati, ma, in alcuni ambiti culturali, come ad esempio negli Stati Uniti, viene considerato una pratica imbarazzante per pazienti che non siano bambini di pochi anni[senza fonte]. Per questi ultimi invece, la misurazione rettale viene considerata il metodo più appropriato data la difficile collaborazione che generalmente si riscontra.
- Timpanica: misura ricavata tramite un termometro a infrarossi.